# جاي هيرفورد
جاي هيرفورد (بالإنجليزية: Jay Herford)‏ هو لاعب كرة قدم أمريكي، ولد في 22 أغسطس 1987 في كروفتون في الولايات المتحدة. لعب مع Crystal Palace Baltimore ‏.

## وصلات خارجية
- جاي هيرفورد على موقع قاعدة بيانات كرة القدم.إي يو (الإنجليزية)